# Anditi
Anditi (anche Angiti o Andjeti) è una divinità egizia appartenente alla religione dell'antico Egitto, comparsa in epoca molto antica.

## Storia
Divinità risalente al periodo predinastico aveva come centro del suo culto Busiri nel 9º distretto del Basso Egitto.
Quando il culto di Osiride divenne predominante, viene citato nei Testi delle piramidi ma poi, completamente identificato con la nuova divinità (Osiride), fu dimenticato ed il suo nome scomparve del tutto.

## Raffigurazione e culto
Anditi viene di norma raffigurato come un uomo con due piume nell'acconciatura, detta corona atef ed un lungo nastro ricadente sulla schiena. Tra le mani stringe il flagello ed il bastone da pastore, hekat.
Considerato un dio-padre gli vennero attribuite qualità e compiti di "capo-clan" quali l'organizzazione sociale e territoriale degli antichi nuclei che abitarono il delta ed è infatti anche raffigurato sopra l'immagine della ripartizione dei territori, che successivamente diventeranno i "nomi".

## Nome
Il nome Anditi potrebbe derivare da quello del balsamo
| D36 · n | N26 | W23 · M33 |

ˁnḏw - Andu

usato nelle cerimonie di imbalsamazione.